# Cyathea trichodesma
Cyathea trichodesma là một loài thực vật có mạch trong họ Cyatheaceae. Loài này được (Scort.) Copel. mô tả khoa học đầu tiên năm 1909.